# HD 1439
HD 1439，又名BD+30 35，SAO 53803、HR 71，是一颗恒星，视星等为5.87，位于銀經114.79，銀緯-30.84，其B1900.0坐标为赤經0h 13m 24.7s，赤緯+30° -30.84′ 43″。